# Hiperplano de soporte
El hiperplano soporte es un concepto geométrico. Un hiperplano divide al espacio en dos semiespacios. Se dice que un hiperplano soporta un conjunto {\displaystyle S} en el espacio euclídeo {\displaystyle \mathbb {R} ^{n}} si se cumplen dos condiciones:
- {\displaystyle S} está enteramente contenida en uno de los dos semiespacios cerrados determinados por el hiperplano
- El hiperplano contiene al menos un punto de {\displaystyle S}.

Aquí, un semiespacio cerrado incluye al hiperplano.